# European Energy Award
Der European Energy Award, kurz eea, ist ein europäisches Gütezertifikat für die Nachhaltigkeit der Energie- und Klimaschutzpolitik von Gemeinden.
Mittlerweile sind europaweit 1872 Gemeinden mit 77 Millionen Einwohnern beteiligt.

## Entstehung
Der European Energy Award basiert auf dem schweizerischen Programm Energiestadt, dem österreichischen (vorarlbergerischen) Programm e5 – Programm für energieeffiziente Gemeinden und dem deutschen (nordrhein-westfälischen) Aktionsprogramm 2000 plus, die sich 2003 auf ein harmonisiertes System einigten.
Ein genaueres Gründungsdatum lässt sich nicht finden, bereits 2001 wurde das Label Energiestadt im Rahmen von Europäischen Kooperationsprojekten in weitere Länder übertragen und unter der Dachmarke „European Energy Award“ verbreitet.
25. September 2003 wurde dann das Europäische Forum European Energy Award in Berlin gegründet, es ist heute als Association European Energy Award in Brüssel ansässig.
Die Initiative hat auch Beachtung in der Europapolitik gefunden, schon die Auszeichnungen 2012 wurden in Brüssel von EU-Kommissar Günther Oettinger überreicht.

## Die Auszeichnung European Energy Award

European Energy Award Gold

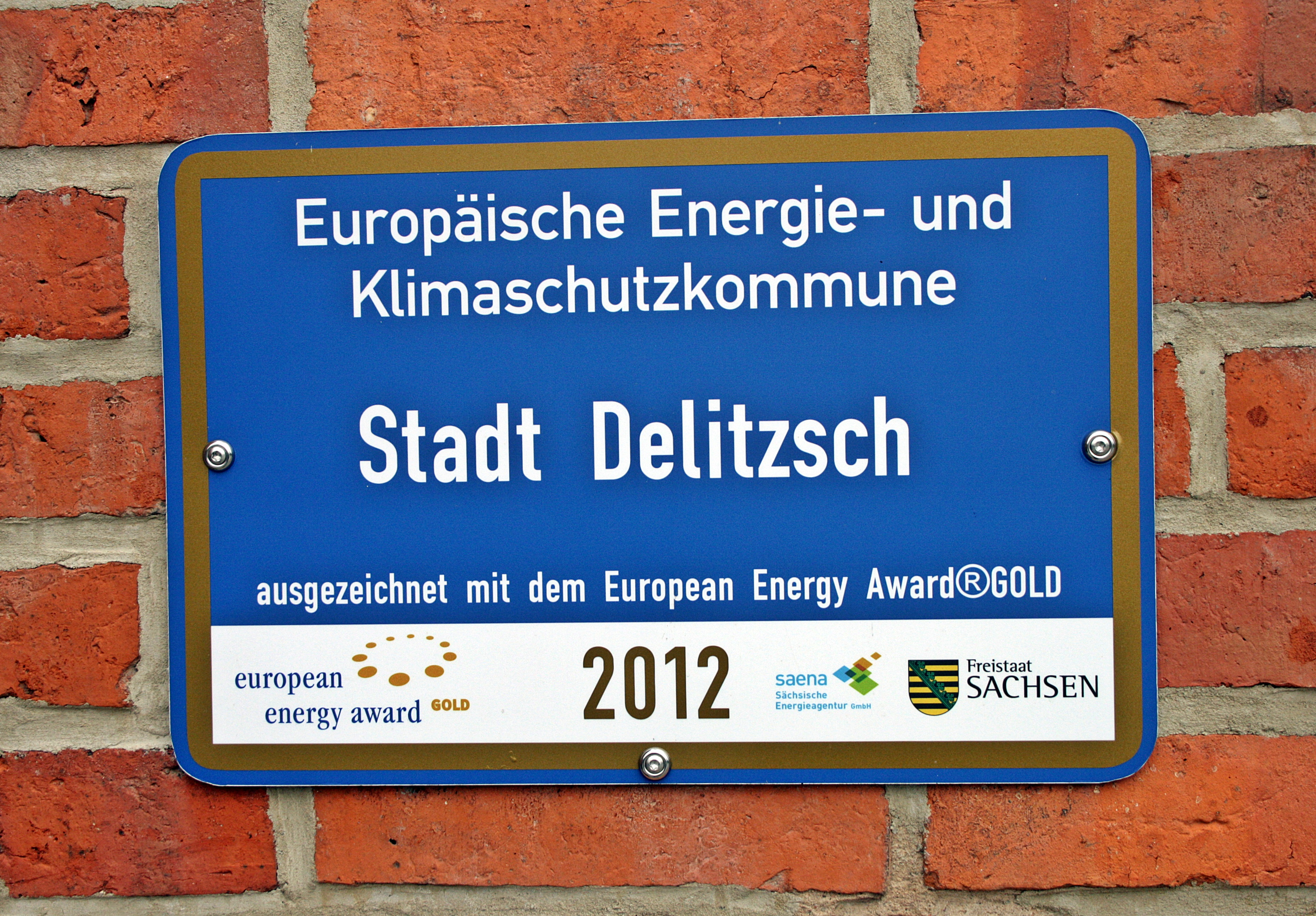
Gedenkplakette European Energy Award (Delitzsch DE, 2012)

Kann eine Kommune nach der Bewertung besonders erfolgreiche Leistungen im Klimaschutz nachweisen und wird das Ergebnis durch einen Auditor bestätigt, so wird die Kommune mit dem European Energy Award ausgezeichnet. Die höchste Stufe ist der European Energy Award-Gold.
Dem Zertifizierungsverfahren zugrunde liegt ein Qualitätsmanagementsystem, mit dem die entsprechenden Aktivitäten der Kommune erfasst, bewertet, geplant, gesteuert und regelmäßig überprüft werden, um Potentiale des nachhaltigen Klimaschutzes identifizieren und nutzen zu können. Dabei handelt es sich um einen Kriterienkatalog, der EEA wird ab 50 % erfüllten Punkten, EEA Gold ab 75 % verliehen. Der EEA versteht sich dabei als umsetzungsorientiertes Instrument.

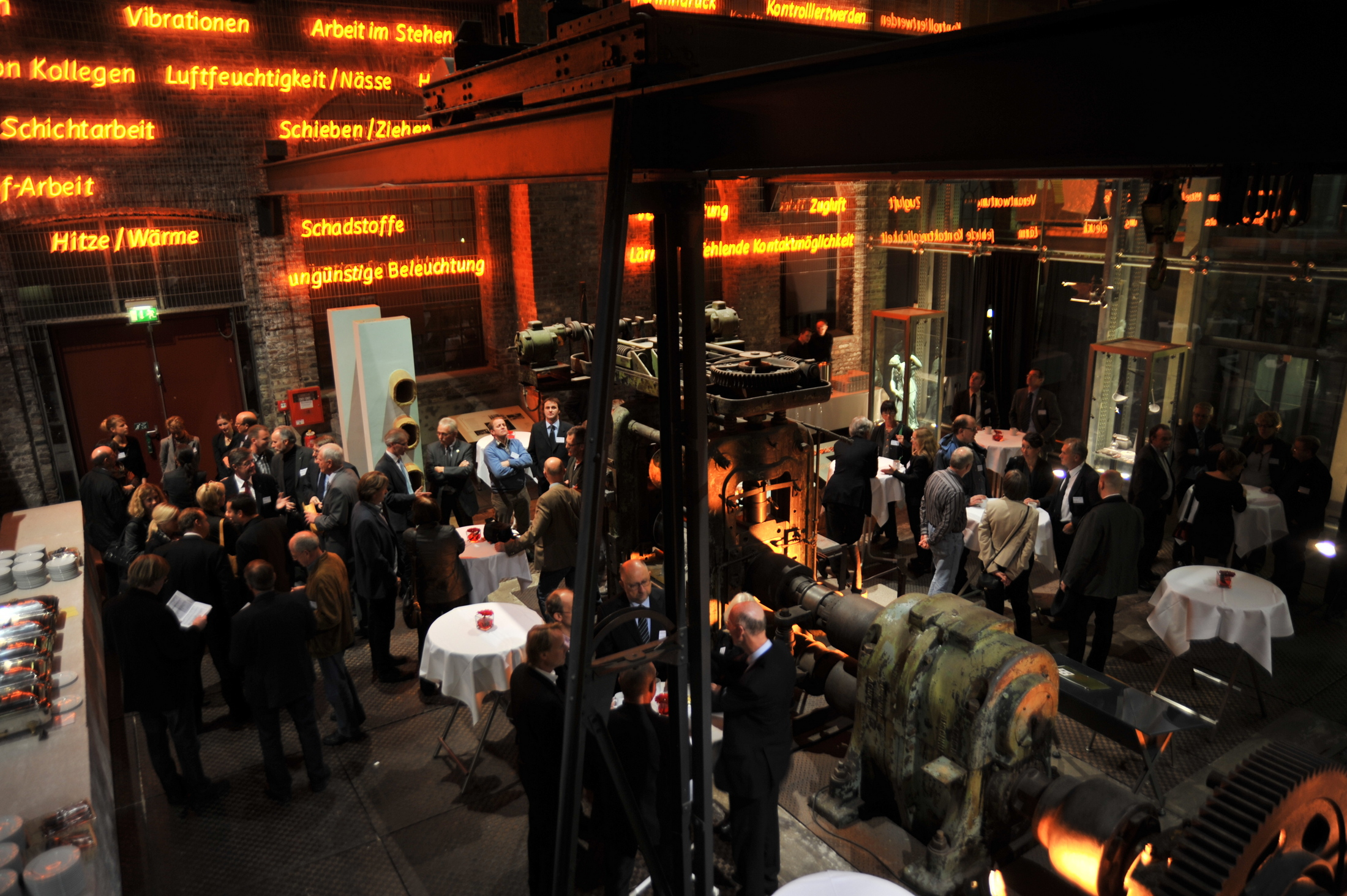
EEA-Verleihung 2012

Die Zertifizierung mit dem Award gilt für 3–4 Jahre. Anschließend muss eine Kommune erneut unter Beweis stellen, dass weitere Aktionen und Initiativen in der Energie- und Klimapolitik angegangen wurden, um erneut zertifiziert zu werden. In einigen Ländern (z. B. Baden-Württemberg oder NRW) kann eine Kommune, die erfolgreich beim EEA-Prozess abschneidet, auf themenorientierte Fördergelder zugreifen. Die Träger (in der Regel Ministerien für Energie-, Umwelt- und Klimathemen) loben die erfolgreichen Kommunen in ihrer Region aus. Die Zertifikate übergibt der jeweilige Minister, bzw. die jeweilige Ministerin im Rahmen einer Auszeichnungsveranstaltung.

## Nationales
Etliche Länder Europas arbeiten an diesem Programm mit: Deutschland, Frankreich, Liechtenstein, Luxemburg, Monaco, Italien, Österreich und die Schweiz als ordentliche Mitglieder, Belgien, Bulgarien, Nordmazedonien, Rumänien, Serbien, Slowenien und die Ukraine als pilot countries.
- In der Schweiz gibt es (per März 2017) 418 zertifizierte Gemeinden im Programm Energiestadt, dem schweizerischen Pendant und Labelsystem, auf dem der EEA basiert.[N 1] Damit lebt in der Schweiz schon über die Hälfte der Bevölkerung in Energiestadt-Gemeinden, darunter 41 mit EEA Gold prämiert[8] (das Label wird ab 50 % vergeben, entspricht also dem EEA).
- In Österreich nehmen (Stand Ende 2018) über 270 Gemeinden und Städte teil, mit über 20 % der Bevölkerung etwa im Europadurchschnitt. 33 (Stand Februar 2023) haben EEA Gold[7][9] (5 e im e5-Programm entsprechen EEA Gold, 3 e EEA). Die nationale Organisation ist e5 Austria in Wien.[N 2] Das Programm ist eng mit der Initiative klima:aktiv des Umweltministeriums verbunden (betreut von der Energieagentur),
- In Deutschland (Stand April 2025) nehmen 245 Städte und Gemeinden sowie 50 Kreise bzw. Landkreise teil.[10] In den Bundesländern Baden-Württemberg[11] Nordrhein-Westfalen,[12] Sachsen[13] und Thüringen[14] werden die Kommunen durch spezielle Förderprogramme der Landesregierungen bei der Durchführung des European Energy Award gefördert. Das Programm wird in Deutschland von der Bundesgeschäftsstelle European Energy Award, mit Sitz in Berlin, koordiniert.[N 3] In einigen (derzeit acht) Bundesländern gibt es Trägerinstitutionen, die für das Netzwerk, aus teilnehmenden Kommunen, EEA-Beratungspersonal und regionalen Geschäftsstellen, in der Region als Ansprechpartner zur Verfügung stehen.
- Liechtenstein (das in das Schweizerische Energiestadt-Programm integriert ist) ist ein besonders herausragendes Mitglied, dort sind seit mehreren Jahren alle Gemeinden des Kleinstaates EEA-prämiert (11 Gemeinden, aber noch keine EEA Gold).[7]
- Dasselbe gilt für Monaco (nur eine Gemeinde, nicht EEA Gold).[7]
- Auch in Luxemburg nehmen seit 2016 alle 105 Gemeinden teil, mit (Stand 2017) knapp 80 prämierten Gemeinden, davon 6 EEA Gold.[7] Die Geschäftsstelle ist Pacte climat.[N 4]
- Frankreich betreibt das Programm Cit’ergie.[N 5]
- In Italien wird das Programm als ComuneClima im Rahmen CasaClima/KlimaHaus umgesetzt,[15] für Südtirol ist die Energieagentur Südtirol beteiligt.[N 6]
- Rumänien hat den Romania Green Building Council eingerichtet.